# Jones Mwewa
Jones Mwewa (* 12. März 1973 in Ndola; † 18. November 2011 in Kitwe) war ein sambischer Fußballspieler.

## Karriere
Der Abwehrspieler spielte in seiner aktiven Karriere in Sambia für Strike Rovers aus Ndola, die Power Dynamos aus Kitwe und die Konkola Blades aus Chililabombwe. Mwewa war von 1995 bis 2002 aktiver Spieler für die Nationalmannschaft Sambias. Mit dem Team gewann er die Bronzemedaille bei der Fußball-Afrikameisterschaft 1996 in Südafrika. Nach dem Ende seiner Karriere 2004 begann er als Jugendtrainer bei den Power Dynamos und war in dieser Position bis zu seinem Tod tätig. Mwewa verstarb nach kurzer schwerer Krankheit im Beisein seiner Familie am 18. November 2011 in seinem Haus im Miseshi Township in Kitwe.